# Players Championship de 2019 (snooker)
O Players Championship de 2019, também conhecido oficialmente como Coral Players Championship de 2019 por conta do patrocínio, foi um torneio profissional de snooker que ocorreu de 4 a 10 de março de 2019 em Preston, na Inglaterra. Foi o décimo sexto evento do ranking da temporada de 2018–19 e fez parte da recém-criada Coral Cup.
O inglês Ronnie O'Sullivan defendeu com sucesso seu título da edição de 2018 e derrotou o australiano Neil Robertson por 10–4 na final. Este foi o 35º título do ranking de O'Sullivan, que ficou a uma conquista do recordista de títulos, o escocês Stephen Hendry, detentor de 36 torneios do ranking. O'Sullivan fez três centuries (break de mais de 100 pontos) durante a final, incluindo um no frame que lhe garantiu a conquista; este foi o milésimo century break do inglês, tornando-se o primeiro jogador a atingir essa marca.

## Visão geral

### Informações do torneio
O Coral Players Championship de 2019 foi um torneio profissional de snooker realizado no Guild Hall (teatro e local de concertos) em Preston, Inglaterra, entre 4 a 10 de março de 2019. O torneio foi a 3ª edição desde que o evento foi renomeado de Players Tour Championship para Players Championship na temporada de 2016–17, o 16º evento do calendário do ranking da temporada de snooker de 2018–19 e o segundo torneio da Coral Cup, série de três eventos patrocinados pela Coral.

### Formato
Os jogos do Players Championship foram disputados da seguinte maneira:
- Rodada 1: Melhor de 11 frames, até um ganhar seis (de 6–0 a possíveis 6–5)
- Quartas de final: Melhor de 11 frames, até um ganhar seis (de 6–0 a possíveis 6–5)
- Semifinal: Melhor de 11 frames, até um ganhar seis (de 6–0 a possíveis 6–5)
- Final: Melhor de 19 frames, é campeão o primeiro a chegar a dez (de 10–0 a possíveis 10–9)

### Participantes
O evento foi reservado para os 16 melhores colocados no ranking de um ano, uma lista de classificação onde foram computados os valores recebidos pelos jogadores em eventos já realizados do ranking na temporada de 2018–19, indo do Riga Masters de 2018 até o Shoot Out de 2019.
| Pos. | 000000Jogador000000 | Pontos em £ |
| ---- | ------------------- | ----------- |
| 1    | Mark Allen          | 364 000     |
| 2    | Judd Trump          | 277 000     |
| 3    | Neil Robertson      | 255 500     |
| 4    | Mark Selby          | 236 500     |
| 5    | Ronnie O'Sullivan   | 228 500     |
| 6    | Mark Williams       | 208 500     |
| 7    | Kyren Wilson        | 177 500     |
| 8    | David Gilbert       | 170 000     |

| Pos. | 000000Jogador000000 | Pontos em £ |
| ---- | ------------------- | ----------- |
| 9    | Stuart Bingham      | 167 000     |
| 10   | Jack Lisowski       | 138 000     |
| 11   | Ali Carter          | 113 000     |
| 12   | Barry Hawkins       | 112 000     |
| 13   | John Higgins        | 111 000     |
| 14   | Joe Perry           | 107 500     |
| 15   | Jimmy Robertson     | 107 225     |
| 16   | Stephen Maguire     | 105 500     |

### Premiação
A distribuição dos prêmios para esta edição do Players Championship foi a seguinte:
| Posição                               | Prêmio                    |
| ------------------------------------- | ------------------------- |
| Campeão                               | 125 000 libras esterlinas |
| Vice-campeão                          | 050 000 libras esterlinas |
| 3–4 (perdedores das semifinais)       | 030 000 libras esterlinas |
| 5–8 (perdedores das quartas de final) | 015 000 libras esterlinas |
| 9–16 (perdedores da rodada 1)         | 010 000 libras esterlinas |
| Maior break                           | 005 000 libras esterlinas |
| Total                                 | 380 000 libras esterlinas |

## Resultados
- As partidas foram disputadas de 4 a 10 de março de 2019.[2]

### Rodada 1
| Jogador 1         | Resultado | Jogador 2       |
| ----------------- | --------- | --------------- |
| Mark Allen        | 6–2       | Stephen Maguire |
| Ronnie O'Sullivan | 6–4       | Barry Hawkins   |

| Jogador 1      | Resultado | Jogador 2       |
| -------------- | --------- | --------------- |
| Mark Williams  | 6–2       | Ali Carter      |
| Neil Robertson | 6–3       | Joe Perry       |
| Judd Trump     | 6–0       | Jimmy Robertson |
| Kyren Wilson   | 4–6       | Jack Lisowski   |

| Jogador 1     | Resultado | Jogador 2      |
| ------------- | --------- | -------------- |
| Mark Selby    | 4–6       | John Higgins   |
| David Gilbert | 4–6       | Stuart Bingham |

### Quartas de final
| Jogador 1     | Resultado | Jogador 2  |
| ------------- | --------- | ---------- |
| Jack Lisowski | 5–6       | Judd Trump |

| Jogador 1      | Resultado | Jogador 2      |
| -------------- | --------- | -------------- |
| Neil Robertson | 6–4       | Mark Williams  |
| Mark Allen     | 6–4       | Stuart Bingham |

| Jogador 1         | Resultado | Jogador 2    |
| ----------------- | --------- | ------------ |
| Ronnie O'Sullivan | 6–4       | John Higgins |

### Semifinal
| Jogador 1      | Resultado | Jogador 2  |
| -------------- | --------- | ---------- |
| Neil Robertson | 6–4       | Judd Trump |

| Jogador 1  | Resultado | Jogador 2         |
| ---------- | --------- | ----------------- |
| Mark Allen | 0–6       | Ronnie O'Sullivan |

### Final
| Final: Melhor de 19 frames. Árbitro: Terry Camilleri Preston Guild Hall, Preston, Inglaterra, 10 de março de 2019. |                       |                            |
| Ronnie O'Sullivan · Inglaterra | 10–4                  | Neil Robertson · Austrália |
| Sessão 1: 73–1 (67), 118–0 (66, 52), 70–9 (70), 90–25 (65), 50–71 (O'Sullivan 50, Robertson 65), 116–7 (116), 71–14 (56), 29–78 (78), 105–6 (105) Sessão 2: 0–120 (120), 90–5 (90), 0–71, 80–24, 134–7 (134) Relatório WST |                       |                            |
| 134 | Break máximo          | 120                        |
| 3 | Century breaks (+100) | 1                          |
| 11 | Breaks de +50         | 3                          |

## Century breaks
Um total de 24 century breaks foram feitos no evento:
| Break                             | Jogador           |
| --------------------------------- | ----------------- |
| 140 – 120 – 107 – 101             | Neil Robertson    |
| 134 – 116 – 116 – 106 – 105 – 101 | Ronnie O'Sullivan |
| 131 – 118                         | Mark Williams     |
| 121                               | Mark Selby        |

| Break                             | Jogador       |
| --------------------------------- | ------------- |
| 121 – 110                         | Jack Lisowski |
| 115 – 113 – 106 – 105 – 104 – 100 | Judd Trump    |
| 110 – 104                         | Barry Hawkins |
| 108                               | Mark Allen    |